# Nikolai Olegowitsch Scherdew
Nikolai Olegowitsch Scherdew (russisch Николай Олегович Жердев; englische Transkription: Nikolai Olegovich Zherdev; * 5. November 1984 in Kiew, Ukrainische SSR) ist ein russischer Eishockeyspieler, der seit November 2021 beim HC Meran aus der Alps Hockey League unter Vertrag steht und dort auf der Position des rechten Flügelstürmers spielt. Zuvor war Scherdew unter anderem für die Columbus Blue Jackets, New York Rangers und Philadelphia Flyers in der National Hockey League (NHL) aktiv, wo er insgesamt 436 Partien absolvierte.

## Karriere
Der im ukrainischen Kiew geborene Scherdew begann mit dem Eishockeyspiel im Alter von vier Jahren in der Eishockeyschule des HK Sokil Kiew. Zusammen mit Anton Babtschuk wechselte er 1999 – im Alter von 14 Jahren – ins russische Elektrostal und schloss sich dem dort ansässigen Eishockeyklub Elemasch Elektrostal an. Um in Russland spielen zu können, musste er die russische Staatsbürgerschaft annehmen. Bei Elemasch spielte er in der Saison 1999/00 zunächst in der zweiten Mannschaft in der dritthöchsten russischen Spielklasse. Trotz seines jungen Alters von 15 Jahren wusste er mit 17 Scorerpunkten aus 21 Begegnungen durchaus zu überzeugen. In den folgenden beiden Jahren kam er daher in der ersten Mannschaft, die am Spielbetrieb der Wysschaja Liga teilnahm, zum Einsatz. Nachdem er in der Spielzeit 2000/01 nur 18 Partien bestritten hatte und große Teile der Saison mit einer russischen Juniorenauswahl Spiele absolviert hatte, kam er in der Spielzeit 2001/02 regelmäßig in der Wysschaja Liga zum Einsatz. In 53 Spielen erreichte er 28 Punkte, wodurch auch die Mannschaften aus der Superliga auf ihn aufmerksam wurden.

### ZSKA Moskau und Wechsel in die NHL (2002–2004)
Zur Saison 2002/03 wechselte Scherdew daher in die Superliga zum Armeeklub HK ZSKA Moskau, der während der Zeit des Engagements des gebürtigen Ukrainers wieder von Wiktor Tichonow trainiert wurde. Nachdem Scherdew die Vorsaison als bester Scorer seines Teams abgeschlossen hatte und somit sein großes Offensivpotential unter Beweis gestellt hatte, überzeugte er auch in seiner ersten Superligasaison mit 24 Punkten in 44 Begegnungen. Nachdem er schon im Vorfeld des NHL Entry Draft 2003 als eines der begehrtesten Talente gegolten hatte, wählten ihn schließlich die Columbus Blue Jackets an der vierten Gesamtposition als ersten Europäer aus. Diese Wahl hatte der damalige General Manager Doug MacLean schon vor dem Draft angekündigt und brachte Scherdew knapp zwei Monate nach dem Draft, am 15. August 2003, zur Unterschrift unter einem Dreijahresvertrag für die National Hockey League. Zudem zahlten die Jackets die von der Internationalen Eishockey-Föderation IIHF als Transferentschädigung festgelegten 100.000 US-Dollar an den russischen Armeeklub, da Scherdew dort noch einen gültigen Vertrag besaß. Der Stürmer verblieb jedoch zunächst bei ZSKA Moskau, die das Verbleiben beim Team mit seinem abzuleistenden Militärdienst verbanden, woraufhin die Blue Jackets im September die IIHF und NHL einschalteten. Trotz des Disputs bestritt er daraufhin zu Beginn der Saison 2003/04 20 Spiele für Moskau, in denen ihm jedoch nur vier Punkte gelangen. Die Leistungen Scherdews führten dazu, dass er sich in der ohnehin angespannten Situation mit dem Trainerstab von ZSKA um Wiktor Tichonow und dessen Sohn überwarf und am 30. November mit einem von den Blue Jackets hinterlegten Ticket ohne Erlaubnis seines Klubs nach Nordamerika flog. Zwei Tage später gab er gegen die Mighty Ducks of Anaheim sein NHL-Debüt. In den folgenden zwei Monaten, in denen Scherdew in Columbus verblieb, beharrte ZSKA weiterhin auf der Rückkehr seines Spielers nach Russland, ehe die IIHF im Februar 2004 das eingeleitete Verfahren zu Gunsten der Blue Jackets entschied. Scherdew beendete die Saison schließlich auch bei den Blue Jackets, die mit 34 Punkten in 57 Spielen – darunter ein Vier-Punkt-Spiel gegen die Vancouver Canucks – erfolgreich verlaufen war. Zudem hatte er im Saisonverlauf eine Einladung zum NHL YoungStars Game im Rahmen des All-Star-Spiels erhalten.

### Lockout und Rückkehr in die NHL (2004–2009)
Aufgrund des Lockouts der NHL-Saison 2004/05, und um die Verantwortlichen des Armeeklubs zu beschwichtigen, kehrte Scherdew im Sommer 2004 zum HK ZSKA Moskau zurück. Er absolvierte die gesamte Spielzeit bei seinem alten Klub und wusste mit 40 Punkten in 51 Partien wieder an die Leistungen aus seiner ersten Spielzeit mit ZSKA anzuknüpfen. Im Herbst 2005 stand der Flügelstürmer dann wieder in der NHL für die Columbus Blue Jackets auf dem Eis. In 73 Partien kam er auf 27 Tore und ebenso viele Vorlagen, womit er in sämtlichen Offensivkategorien neue Karrierebestwerte aufstellte. Getrübt wurde die Saison lediglich durch die zwischenzeitliche Abstellung zu den Syracuse Crunch, dem Farmteam der Blue Jackets in der American Hockey League, im Dezember 2005, als Scherdew nach 26 Partien nur vier Tore und sieben Assists verbucht hatte. Nach zwei Partien in der AHL stand er jedoch wieder im NHL-Kader. Nachdem sein Dreijahresvertrag am Ende der Saison 2005/06 ausgelaufen war, konnte sich Scherdew, der als Restricted Free Agent galt, zunächst nicht auf einen neuen Vertrag mit Columbus einigen. In der Folge unterzeichnete er Mitte Juli 2006 vorerst einen Vertrag bei Chimik Moskowskaja Oblast aus der russischen Superliga, wobei dieser hinfällig würde, wenn ihn die Blue Jackets bis zum 5. Oktober ebenfalls zur Vertragsunterschrift gebracht hätten. Nach langen Verhandlungen einigte sich der Russe am 28. September auf einen mit 7,5 Millionen US-Dollar Gesamtsalär dotierten Dreijahresvertrag mit Columbus, wodurch der Kontrakt mit Chimik automatisch endete.

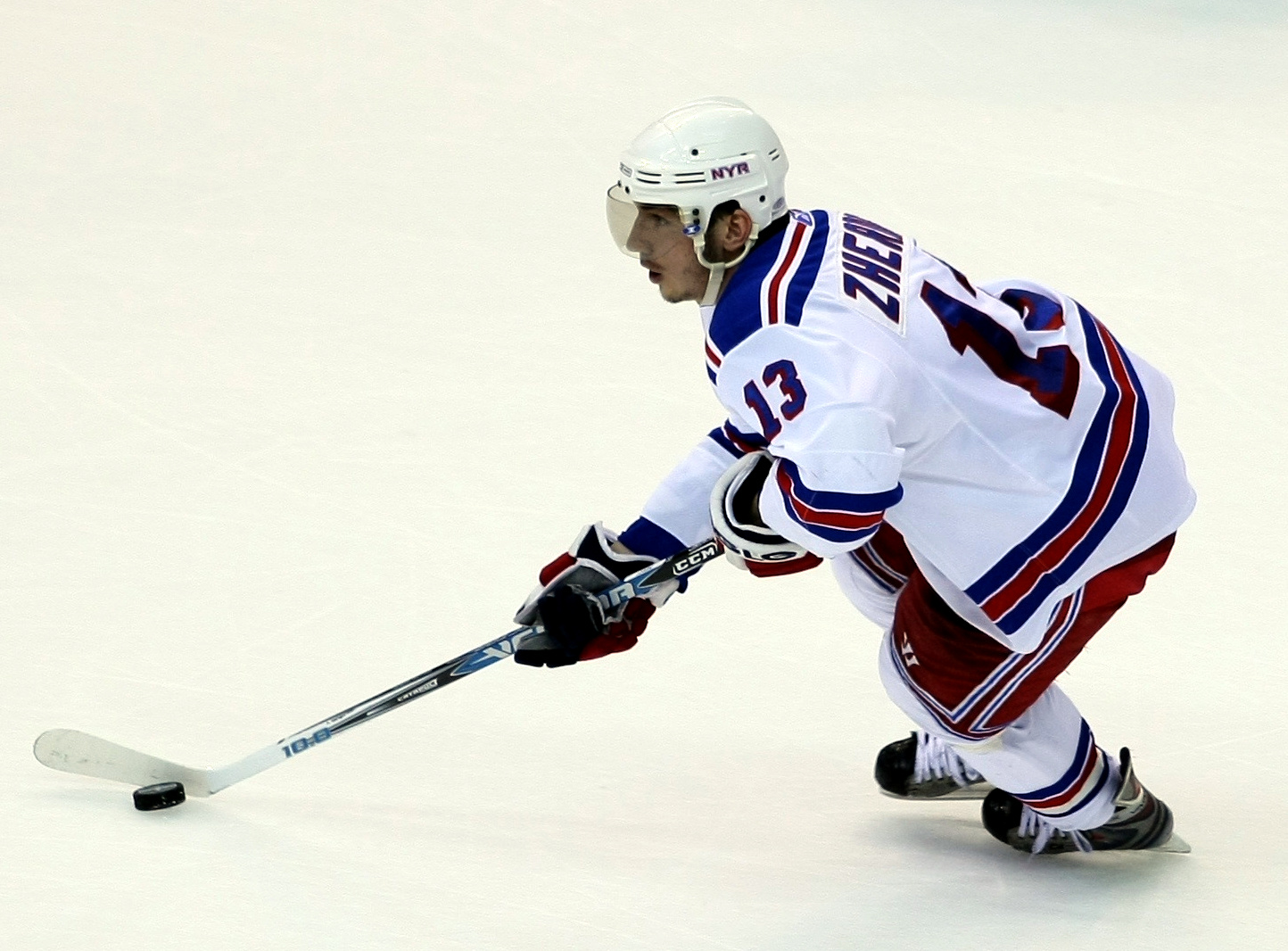
Scherdew im Dress der New York Rangers

Trotz der seitens des Managements der Blue Jackets erfüllten Forderungen verlief die folgende Spielzeit nicht erfolgreich für Scherdew, da er sich nur schwer integrieren konnte. Nachdem er in acht Partien für Chimik sechs Punkte verbucht und dadurch das saisonvorbereitende Trainingscamp der Blue Jackets verpasst hatte, absolvierte er in der Folge seine schwächste NHL-Spielzeit mit lediglich zehn Toren und nur 32 Scorerpunkten. Zu Beginn des Spieljahres 2007/08 erwog der Trainerstab um Ken Hitchcock daher, Scherdew auf der Position des Centers einzusetzen. Das stetige Vertrauen in ihn zahlte er dann im Saisonverlauf mit 61 Scorerpunkten in 82 Spielen zurück. Trotz seiner besten Spielzeit in der NHL transferierte Columbus ihn mit Beginn seines letzten Vertragsjahres, am 2. Juli 2008, gemeinsam mit Dan Fritsche zu den New York Rangers, die im Gegenzug die Verteidiger Christian Bäckman und Fjodor Tjutin nach Columbus abgaben. In New York fand sich der gebürtige Ukrainer auf Anhieb gut zurecht. Am Saisonende war seine Ausbeute nur um drei Punkte schlechter als im Vorjahr.

### Wechsel zwischen KHL und NHL (2009–2018)
In der Sommerpause kam es, ob des ausgelaufenen Vertrages Scherdews, zu Verhandlungen zwischen ihm und dem Management der Rangers. Da die Gehaltsvorstellungen der beiden Parteien aber weit auseinander tendierten, erwog der Russe den Gang vors Schiedsgericht. Dort wurde ihm nach der Anhörung am 31. Juli 2009 ein mit 3,9 Millionen US-Dollar dotierter Einjahresvertrag zugesprochen. Scherdew selbst hatte mit 4,75 Millionen Dollar gefordert, während die Rangers lediglich 3,2 Millionen geboten hatten. Vier Tage nach dem Urteilsspruch erklärten sie jedoch, dass sie von einer weiteren Verpflichtung absehen würden, woraufhin Scherdew zum Free Agent wurde. Daraufhin kehrte er nach Russland zurück, wo er Mitte September einen Vertrag bei Atlant Moskowskaja Oblast aus der Kontinentalen Hockey-Liga unterschrieb. Einige Wochen zuvor war bereits über ein Wechsel zu Salawat Julajew Ufa spekuliert worden.

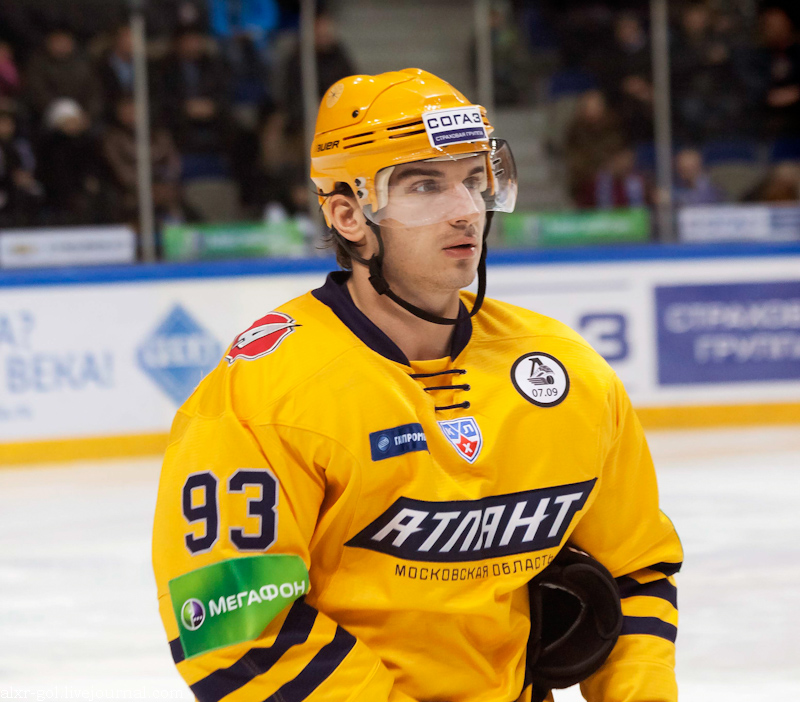
Scherdew im Trikot von Atlant Moskowskaja Oblast, November 2011

Nach einem Jahr in der KHL kehrte Scherdew Anfang Juli 2010 in die NHL zurück, als er einen Einjahresvertrag über 2 Millionen US-Dollar bei den Philadelphia Flyers unterschrieb. Bei den Flyers erzielte er das 100. NHL-Tor seiner Karriere, fiel aber ansonsten eher durch eine inkonstante Spielweise und Dispute mit Cheftrainer Peter Laviolette auf. Während der Saison wurde er auf die Waiver-Liste gesetzt, aber von keinem anderen Team übernommen. Im August 2011 kehrte Scherdew zu Atlant Mytischtschi zurück.
Im Januar 2013 wechselte Scherdew innerhalb der KHL zu Ak Bars Kasan, nachdem Atlant keine Chance auf das Erreichen der Playoffs mehr hatte. Im Gegenzug übernahm Atlant den Vertrag von Alexander Ossipow. Die Saison 2013/14 begann er beim HK Spartak Moskau, wurde aber im November 2013 aus seinem Vertrag entlassen. Anschließend spielte er bis Februar 2014 für Sewerstal Tscherepowez, ehe er erneut entlassen wurde. Ab Juli 2014 stand Scherdew beim HK Dynamo Moskau unter Vertrag und absolvierte für den Klub bis Saisonende 49 KHL-Partien, ehe er im Juni 2015 zum HK Sotschi wechselte. Dort stand er bis November 2015 unter Vertrag und kam in dieser Zeit 26-mal in der KHL zum Einsatz. Im August 2017 begann Scherdew eine Anstellung bei Neftechimik Nischnekamsk, wurde aber nach nur zwei Spielen wieder entlassen und wenige Tage später von Dinamo Riga verpflichtet. Dort stand er zunächst bis zum November desselben Jahres unter Vertrag, verließ anschließend den Verein und kehrte wenige Tage später in den Kader zurück. Im Januar wurde er erneut von Riga entlassen.

### Pausen und kurzfristige Engagement (seit 2018)
In der Folge der Entlassung pausierte der Russe die gesamte Saison 2018/19 und nahm erst Ende August 2019 ein Angebot des HK Rjasan aus der Wysschaja Hockey-Liga an. Nach neun Einsätzen trennten sich beide Parteien jedoch bereits wieder im Oktober. Scherdew setzte daraufhin wieder fast ein ganzes Jahr aus, ehe er sich Ende Juli 2021 dem slowakischen Hauptstadtklub Bratislava Capitals anschloss. Von dort wechselte er Mitte November 2021 zum italienischen Klub HC Meran.

### International
Scherdew, der neben der russischen auch die ukrainische Staatsbürgerschaft besitzt, repräsentierte die russische Nationalmannschaft bei der U18-Junioren-Weltmeisterschaft 2002 in der Slowakei und U20-Junioren-Weltmeisterschaft 2003 in Kanada. Mit den U18-Junioren konnte er 2002 die Silbermedaille gewinnen, woran er mit elf Punkten aus acht Partien maßgeblichen Anteil hatte. Ein Jahr später gelang bei der U20-Weltmeisterschaft der Gewinn der Goldmedaille nach einem 3:2-Finalsieg über den Gastgeber Kanada. Mit einer Torvorlage aus sechs Spielen füllte Scherdew jedoch eine untergeordnete Rolle im Team aus. Für die U20-Junioren-Weltmeisterschaft 2004 war der gebürtige Ukrainer ebenfalls als Teilnehmer und sogar als Mannschaftskapitän vorgesehen. Nach seinem Wechsel in die NHL wurde er jedoch aus dem vorläufigen Kader gestrichen.
Im Seniorenbereich war Scherdew erstmals für den Kader bei der Weltmeisterschaft 2008 vorgesehen, musste wegen einer Verletzung aber seine Teilnahme absagen. Im Jahr 2009 wurde der gebürtige Ukrainer nach dem Ausscheiden der New York Rangers aus den Playoffs nachnominiert. Er kam in drei Partien zum Einsatz und feierte am Ende den Gewinn der Goldmedaille mit dem Team. Drei Jahre später absolvierte er beim erneuten Goldmedaillengewinn zehn Turnierspiele.

## Erfolge und Auszeichnungen
- 2004 Teilnahme am NHL YoungStars Game
- 2008 Victoria-Cup-Gewinn mit den New York Rangers
- 2012 Teilnahme am KHL All-Star Game
- 2013 Teilnahme am KHL All-Star Game

### International
| - 2002 Silbermedaille bei der U18-Junioren-Weltmeisterschaft - 2002 Bester Stürmer der U18-Junioren-Weltmeisterschaft - 2002 All-Star-Team der U18-Junioren-Weltmeisterschaft | - 2003 Goldmedaille bei der U20-Junioren-Weltmeisterschaft - 2009 Goldmedaille bei der Weltmeisterschaft - 2012 Goldmedaille bei der Weltmeisterschaft |

## Karrierestatistik
Stand: Ende der Saison 2020/21

### International
Vertrat Russland bei:
- U18-Junioren-Weltmeisterschaft 2002
- U20-Junioren-Weltmeisterschaft 2003
- Weltmeisterschaft 2009
- Weltmeisterschaft 2012

(Legende zur Spielerstatistik: Sp oder GP = absolvierte Spiele; T oder G = erzielte Tore; V oder A = erzielte Assists; Pkt oder Pts = erzielte Scorerpunkte; SM oder PIM = erhaltene Strafminuten; +/− = Plus/Minus-Bilanz; PP = erzielte Überzahltore; SH = erzielte Unterzahltore; GW = erzielte Siegtore; 1 Play-downs/Relegation; Kursiv: Statistik nicht vollständig)